# Eutolmus tolmeroides
Eutolmus tolmeroides är en tvåvingeart som först beskrevs av Stanley Willard Bromley 1928.  Eutolmus tolmeroides ingår i släktet Eutolmus och familjen rovflugor. Inga underarter finns listade i Catalogue of Life.